# Риш (Болгария)
Риш (болг. Риш) — село в Болгарии. Находится в Шуменской области, входит в общину Смядово. Население составляет 794 человека.

## Политическая ситуация
В местном кметстве Риш, в состав которого входит Риш, должность кмета (старосты) исполняет Пенка Иванова Христова (Болгарская социалистическая партия (БСП)) по результатам выборов правления кметства.
Кмет (мэр) общины Смядово — Севи Атанасов Севев (Болгарская социалистическая партия (БСП)) по результатам выборов в правление общины.